# Université de l'Égée (Turquie)
Ne doit pas être confondu avec Université de l'Égée.
L'université de l'Égée est une université turque située à Bornova, Izmir.

## Histoire

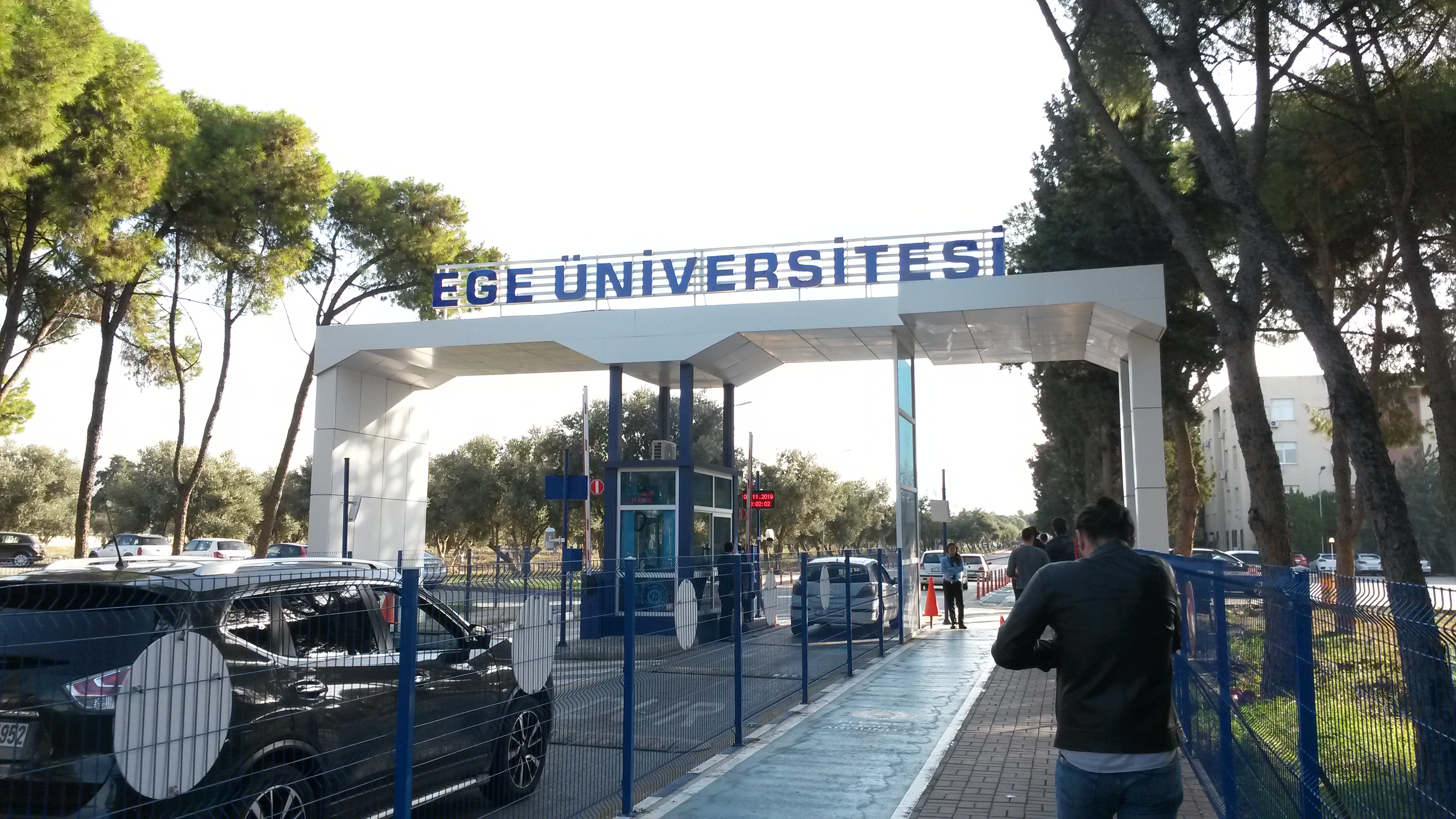
L'entrée

## Anciens étudiants
- Ertuğrul Apakan
- Çağan Irmak
- Gültan Kışanak